# Шкея (комуна, Сучава)
Шкея (рум. Șcheia) — комуна у повіті Сучава в Румунії. До складу комуни входять такі села (дані про населення за 2002 рік):
- Міховень (2061 особа)
- Сфинту-Іліє (2809 осіб)
- Трей-Мовіле (124 особи)
- Флорінта (94 особи)
- Шкея (2468 осіб) — адміністративний центр комуни

Комуна розташована на відстані 358 км на північ від Бухареста, 2 км на захід від Сучави, 116 км на північний захід від Ясс.

## Населення
За даними перепису населення 2002 року у комуні проживали 7556 осіб.
Національний склад населення комуни:
| Національність | Кількість осіб | Відсоток |
| -------------- | -------------- | -------- |
| румуни         | 7493           | 99,2%    |
| цигани         | 36             | 0,5%     |
| поляки         | 16             | 0,2%     |
| німці          | 7              | 0,1%     |
| угорці         | 2              | < 0,1%   |
| українці       | 2              | < 0,1%   |

Рідною мовою назвали:
| Мова       | Кількість осіб | Відсоток |
| ---------- | -------------- | -------- |
| румунська  | 7546           | 99,9%    |
| польська   | 4              | 0,1%     |
| угорська   | 2              | < 0,1%   |
| українська | 2              | < 0,1%   |
| німецька   | 2              | < 0,1%   |

Склад населення комуни за віросповіданням:
| Релігія                                       | Кількість осіб | Відсоток |
| --------------------------------------------- | -------------- | -------- |
| православні                                   | 6960           | 92,1%    |
| п'ятдесятники                                 | 252            | 3,3%     |
| баптисти                                      | 131            | 1,7%     |
| римо-католики                                 | 118            | 1,6%     |
| бретрени                                      | 67             | 0,9%     |
| адвентисти                                    | 6              | 0,1%     |
| не релігійні                                  | 4              | 0,1%     |
| лютерани (Синодально-пресвітеріанська церква) | 2              | < 0,1%   |
| мусульмани                                    | 1              | < 0,1%   |
| унітарії                                      | 1              | < 0,1%   |

## Зовнішні посилання
- Дані про комуну Шкея на сайті Ghidul Primăriilor [Архівовано 6 лютого 2013 у Wayback Machine.]